# Graycassis bruxner
Graycassis bruxner is een spinnensoort uit de familie Lamponidae. De soort komt voor in New South Wales.